# Polonaise (musique)
Pour les articles homonymes, voir Polonaise.
La polonaise est une pièce musicale évoquant une danse d'origine polonaise.
Wilhelm Friedemann Bach, Clara Schumann, Camille Saint-Saëns et Frédéric Chopin ont composé des polonaises pour instruments à clavier (clavecin pour le premier, piano pour les trois suivants), et Georg Friedrich Haendel pour orchestre à cordes. Henri Kling en composa une pour orchestre d'harmonie (op. 433).